# ويستن هيو أودن
كان ويستن هيو أودن (21 فبراير 1907 – 29 سبتمبر 1973) (بالإنجليزية: Wystan Hugh Auden)‏ (اللفظ ‎/ˈwɪstən ˈhju: ˈɔ:dən/‏) شاعرًا بريطانيًا أمريكيًا. لوحظت روح أودن الشعرية من خلال إنجازاته الأسلوبية والفنية، وانخراطها في السياسة والأخلاق والحب والدين، وتنوعها من ناحية الأسلوب والشكل والمحتوى. بعض أشهر قصائده عن الحب، مثل «أشجان جنازة»؛ وعن مواضيع اجتماعية وسياسية، مثل «1 سبتمبر 1939» و«درع آخيليس»؛ وعن مواضيع ثقافية وفلسفية، مثل عصر القلق؛ وعن مواضيع دينية مثل «في الوقت الحاضر» و«هوراي كانونيكاي (أوقات الصلاة)».
ولد في يورك، نشأ في برمنغهام وقربها في عائلة عاملة من الطبقة الوسطى. التحق بمدارس إنجليزية مستقلة (أو خاصة) ودرس اللغة الإنجليزية في كلية كنيسة المسيح في جامعة أكسفورد. بعد قضاءه بضعة أشهر في برلين عام 1928-1929، أمضى خمس سنوات (1930-1935) يُدرّس في المدارس البريطانية العامة، وسافر بعدها إلى آيسلندا والصين من أجل تأليف كتب عن رحلاته.
في عام 1939 انتقل إلى الولايات المتحدة وأصبح مواطنًا أمريكيًا عام 1946، محتفظًا بجنسيته البريطانية. درّس من عام 1941 إلى 1945 في الجامعات الأمريكية، استلم بعدها منصب أستاذ زائر في أوقات متفرقة في خمسينيات القرن العشرين. من عام 1947 إلى 1957 أمضى الشتاء في نيويورك والصيف في إسكيا؛ من عام 1958 حتى نهاية حياته أمضى الشتاء في نيويورك (في أوكسفورد في 1972-1973) والصيف في كيرشتيتن في النمسا السفلى.
جذب انتباه العامة بشكل كبير مع أول كتاب له قصائد في عمر الثالثة والعشرين عام 1930؛ تلاه عام 1932 كتاب الخطباء. بنت ثلاث مسرحيات كُتبت بالتعاون مع كريستوفر إشيروود بين عامي 1935 و1938 سمعته ككاتب سياسي يساري. كان انتقاله إلى الولايات المتحدة هو بشكل جزئي للهرب من هذه السمعة، وركز عمله في أربعينيات القرن العشرين، من ضمنه القصيدتان الطويلتان «في الوقت الحاضر» و«البحر والمرآة»، على مواضيع دينية. حاز على جائزة بوليتزر عن فئة الشعر لقصيدته الطويلة عصر القلق، العنوان الذي أصبح عبارة متداولة تصف العصر الحديث. كان من عام 1956 إلى عام 1961 أستاذ الشعر في جامعة أكسفورد؛ كانت محاضراته مشهورة عند الطلاب وفي الكلية، وشكلت أساسًا لمجموعته النثرية لعام 1962 يد الصّباغ.
حافظ أودن وإشيروود على علاقة صداقة جنسية متينة لكن متقطعة من نحو عام 1927 إلى 1939، في حين كان للإثنين علاقات أقصر لكن أكثف مع رجال آخرين. في عام 1939، وقع أودن في حب تشيستر كالمان واعتبرا علاقتهما كزواج، لكن انتهى هذا الأمر عام 1941 حين رفض كالمان قبول العلاقة المخلصة التي طلبها أودن. لكن، حافظ الاثنان على صداقتهما، وعاشا من عام 1947 حتى وفاة أودن في نفس المنزل أو الشقة في إطار علاقة غير جنسية، وتعاونا في تأليف الحوارات الأوبرالية مثل تلك التي في نمو الفاسق، لموسيقا إيغور سترافينسكي.
كان أودن كاتبًا غزير الإنتاج لمقالات النثر ولدراسات المواضيع الأدبية والسياسية والنفسية والدينية، وعمل في أوقات مختلفة على أفلام وثائقية ومسرحيات شعرية وأشكال أخرى من العروض. كان خلال مسيرته جدليًا ومؤثرًا على حد سواء، وتراوحت الآراء النقدية على عمله من الازدراء الحاد – تناولوه كشخصية أقل شأنًا من دبليو. بي. ييتس وتي. إس. إليوت – إلى الإيجابية الكبيرة، كما في تصريح جوزيف برودسكي بأنه امتلك «أعظم عقل في القرن العشرين». بعد وفاته، أصبحت قصائده معروفة عند جمهور أكبر بكثير مما كانت عليه في حياته من خلال الأفلام والإذاعات ووسائل الإعلام الشعبي.

## روابط خارجية
- ويستن هيو أودن على موقع IMDb (الإنجليزية)
- ويستن هيو أودن على موقع الموسوعة البريطانية (الإنجليزية)
- ويستن هيو أودن على موقع مونزينجر (الألمانية)
- ويستن هيو أودن على موقع ميوزك برينز (الإنجليزية)
- ويستن هيو أودن على موقع أول موفي (الإنجليزية)
- ويستن هيو أودن على موقع قاعدة بيانات برودواي على الإنترنت (الإنجليزية)
- ويستن هيو أودن على موقع قاعدة بيانات برودواي على الإنترنت (الإنجليزية)
- ويستن هيو أودن على موقع قاعدة بيانات الأفلام السويدية (السويدية)
- ويستن هيو أودن على موقع إن إن دي بي (الإنجليزية)
- ويستن هيو أودن على موقع قاعدة بيانات الفيلم (الإنجليزية)